# Cal Cúries
Cal Cúries és una obra de Cornudella de Montsant (Priorat) inclosa a l'Inventari del Patrimoni Arquitectònic de Catalunya.

## Descripció
Edifici de planta baixa, pis i golfes, feta de paredat i arrebossat. Al nivell del pis s'obren balcons sortits. L'entrada té una gran portalada, extraordinàriament alta, amb llindars de pedra. A la clau hi ha l'any de la construcció (1883) i les inicials "JJ" corresponents, segurament, a Can Juncosa. Al pany de paret més gran hi ha una fornícula, a l'altura del primer pis, amb la imatge de Sant Jaume, sense cap valor artístic especial.

## Història
La construcció és pròpia del darrer terç del segle xix, abans que la fil·loxera arruïnés la contrada. És remarcable del conjunt de l'edifici la gran portalada, que es escapa per complert a la tipologia comarcal.